# Schloss Woffenbach

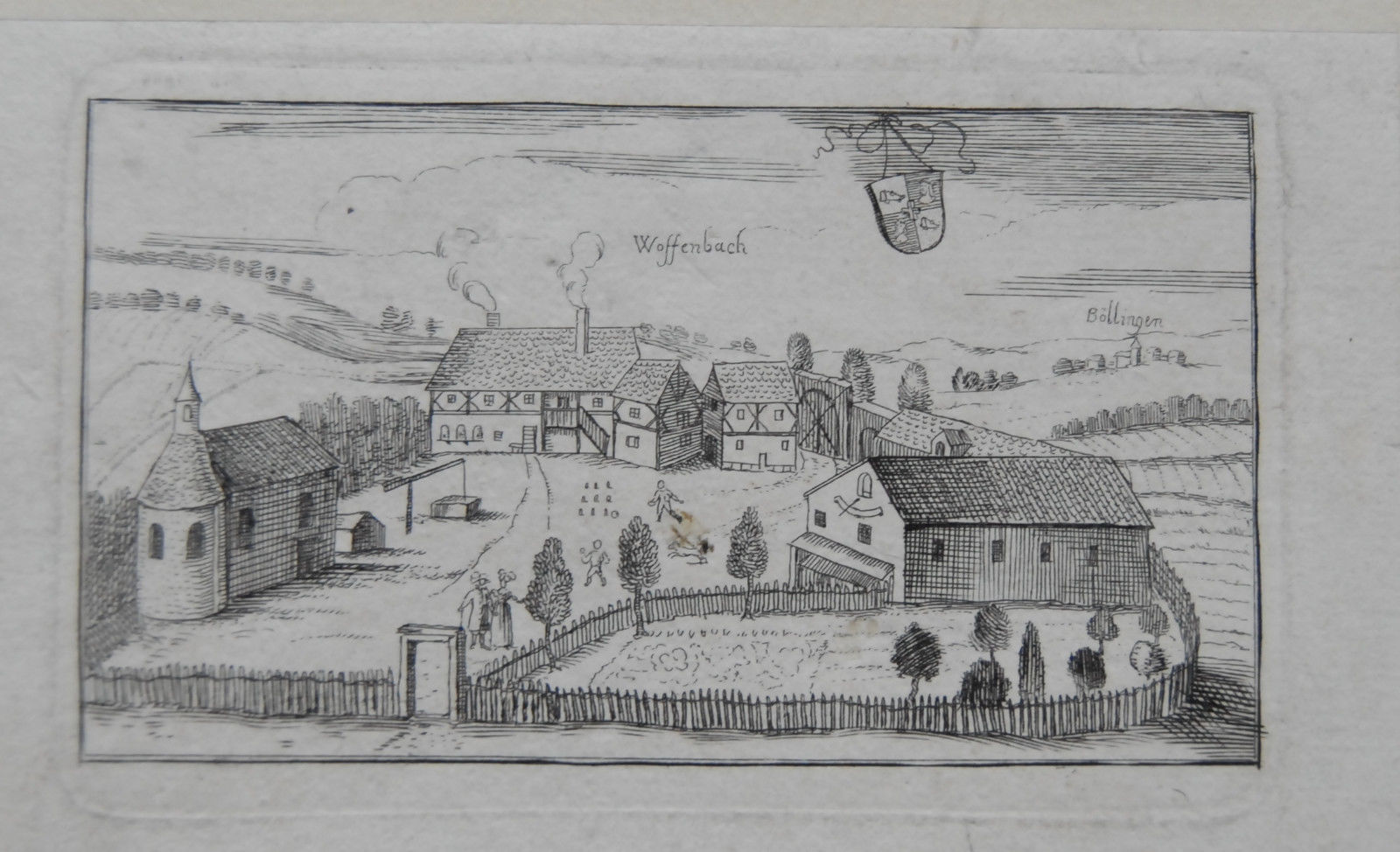
Schloss Woffenbach um 1850

Das Schloss Woffenbach ist ein abgegangenes Schloss in der ehemals selbständigen oberpfälzischen Gemeinde Woffenbach, heute ein Stadtteil der Großen Kreisstadt Neumarkt in der Oberpfalz. Reste der Anlage sind unter der Aktennummer D-3-73-147-95 (Filialkirche St. Margaretha, ehemalige katholische Schlosskapelle) und Aktennummer D-3-73-147-94 (ehemaliges Schlosswirtschaftsgebäude) als denkmalgeschützte Baudenkmäler von Woffenbach verzeichnet. Ebenso wird sie als Bodendenkmal unter der Aktennummer D-3-6734-0058 im Bayernatlas als „archäologische Befunde im Bereich der Evang.-Luth. Kirche und ehem. Schloss- bzw. Burgkapelle St. Margaretha in Woffenbach, darunter die Spuren von Vorgängerbauten bzw. älteren Bauphasen der Kirche, des abgegangenen frühneuzeitlichen Hofmarkschlosses und einer mittelalterlichen Burganlage“ geführt.

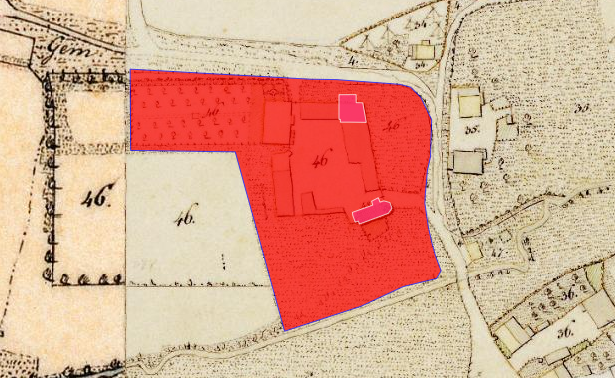
Lageplan von Schloss Woffenbach auf dem Urkataster von Bayern

## Geschichte
Woffenbach war ein Lehen der Landgrafen von Leuchtenberg, das an die Reichsministerialen Wolfstein-Sulzbürger ausgegeben war, welche auch das Reichslehen Sulzbürg innehatten. In Woffenbach saßen Ministeriale der Wolfsteiner. In einer Verkaufsurkunde 16. November 1265 wird ein Wolvelinus de Wofenbach als Zeuge in einem Verkaufsbrief des Konrad von Sulzbürg genannt und in einer Urkunde vom 28. Januar 1268 werden die Gebrüder Wolfram und Heinrich als Bürgen für die noch unmündige Tochter des Konrad von Sulzbürg genannt. 1283 übergab Ulrich von Sulzbürg seine Güter zu Woffenbach an das Deutschordenshaus zu Nürnberg. Am 15. Juni 1294 bestätigt Landgraf Ulrich von Leuchtenberg die Übergabe eines Gutes zu Woffenbach an den Deutschordensritterorden, das 1287 Hartungus Swepherman und 1294 Siegfried Schweppermann als Lehen von Landgraf Gebhard von Leuchtenberg erhalten hatte. Diese waren hier bereits vor 1300 ansässig. Auf die Schweppermänner folgte 1329 Ulrich der Ginchinger und 1348 Heinrich der Rieter.
Für die nächsten 100 Jahre kam Woffenbach an die Familie der Freudenbeck. In einem Kaufbrief von 1432 wird ein Emeram von Freudenbeck genannt. Weitere Mitglieder dieser Familie, die hier ihren Sitz hatten, waren Hermann (1434) und Georg von Freudenbeck (1484, 1499). Johann von Freundenbeck zu Ruperstein verkauft am 10. Juli 1503 den Sitz Woffenbach an seinen Oheim Sebastian Spiegel zu (A)Ullersdorf. Aber am 20. März 1539 kauften die Brüder Hans-Jörg und Martin von Freudenbeck den Halbteil von Woffenbach wieder zurück. 1582 saß hier Hans Leonhard B(P)ocksteiner; dieser verkaufte mit seiner Frau Anna Maria Woffenbach am 14. Juli 1603 an den Pfälzischen Rat und Nerumarkter Schultheiß Hannß Georg von Rumroth; es heißt, „Das Gut war gänzlich herabgekommen, die Grundstücke ausgesogen, die Fischteiche versandet und die Gebäude am Einfallen“. Zehn Jahre später erwarb Paul Sigmund Castner von Schnaittenbach das Landsassengut und nach dessen Tod kam es an seinen Schwiegervater, den Nürnberger Patrizier Sigmund Holzschuher. Weil sich auch dieser nicht zur katholischen Religion bekennen wollten, wurde 1640 ein Verwalter eingesetzt und der Sitz verkauft, danach finden sich hier 1660 Johann Christoph Zeiler und 1694 David Haun. Von den Tänzl von Tratzberg, er hatte die Witwe des Hainns geheiratet, kam 1735 das Gut Friedrich Anton Albrecht von Löwenthal. Dessen Enkelin heiratete den Freiherrn von Boslarn und dieser gab das Gut 1796 an seine Tochter Josefa, verehelichte Gräfin von Spreti. Deren Tochter Luise von Spreti war die Gattin Dr. Johann Baptist Schrauth.
Im 19. Jahrhundert werden verschiedene Besitzer des Schlossgutes genannt, so war 1873 ein Dr. Schrauth der Besitzer, Georg Tischner aus Rittershof erwirbt 1879 die Schlosskapelle und schenkt diese der Gemeinde, 1877 bis 1895 wird das Gut Eigentum des Ritters Eduard von Pessl. Danach wechselten die Besitzer ziemlich schnell und oft. Es finden sich die Namen Keppner, Löhe und Kommerzienrat Meusel und schließlich ist Alfred Bischoff hier von 1897 bis 1927 als Besitzer des Schlossgutes eingetragen. Dann übernahm das Gut Heinrich Capito.

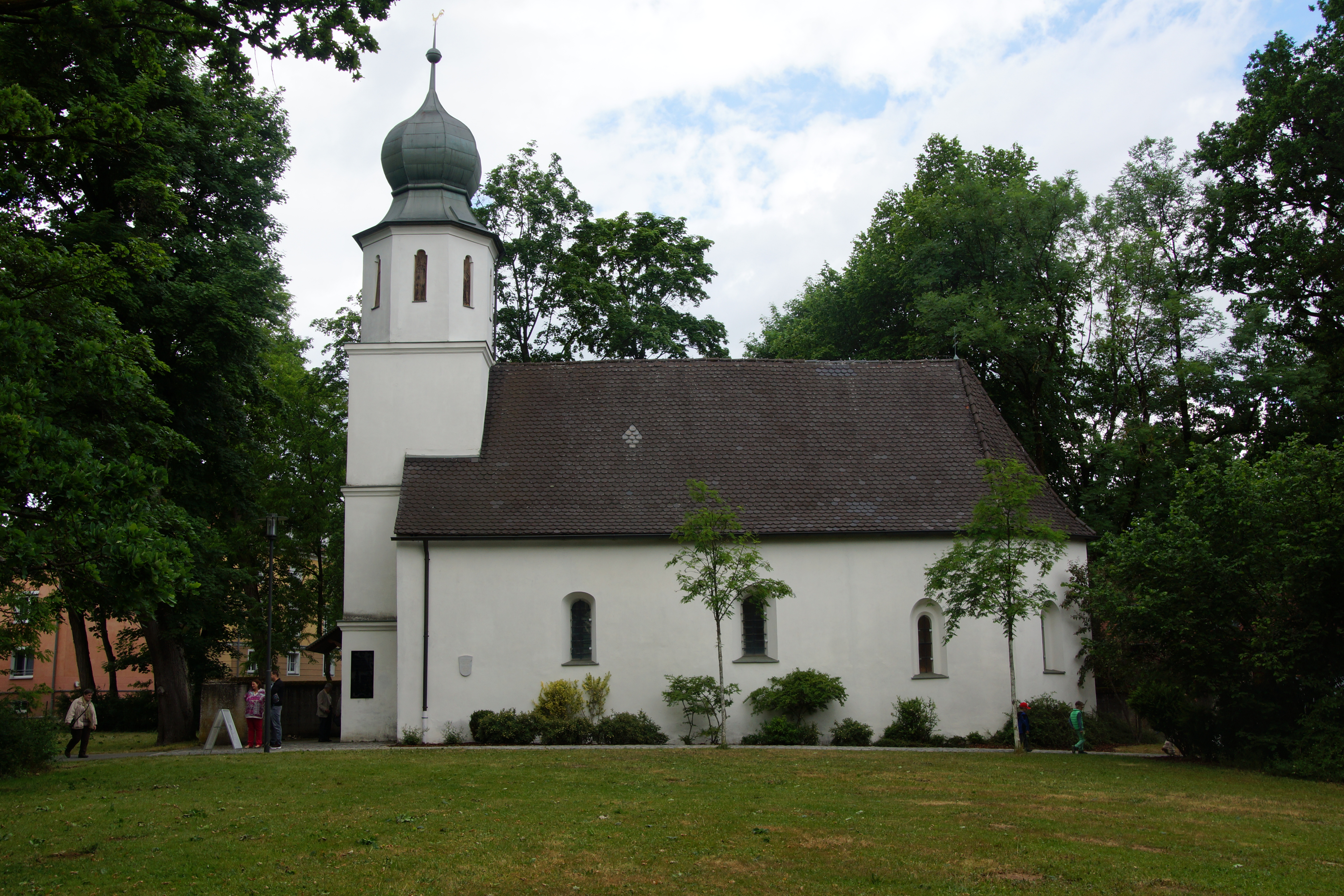
Schlosskapelle St. Margaretha in Woffenbach

## Heutige Nutzung
1937 erwarb Ludwig von Gemmingen-Hornberg von Heinrich Capito das Schlossgut und zog am 1. Januar 1937 mit seiner Frau Ilse nach Woffenbach. Die Familie lebte von 1937 bis 1950 in dem Schloss. 1950 zog die Familie in ein Nebengebäude um und vermietete im Mai 1950 das Schloss an das Bayerische Rote Kreuz, das hier ein Altersheim betrieb. 1955 kaufte das BRK das Schlossgebäude. In diesem Jahr wurde von der Familie Gemmingen-Hornberg die Landwirtschaft aufgegeben und in das leer gewordene Stallgebäude zog ein Reitclub ein. 1964 verkaufte Ludwig von Gemmingen-Hornberg seinen ganzen Besitz und zog mit seiner Familie nach Lautersheim in der Pfalz.
Das Schlossgebäude wurde 1965 zugunsten des Neubaus einer Seniorenresidenz abgerissen und damit ging dieser steinerne Zeuge der Geschichte Woffenbachs für immer verloren; erhalten blieben die Schlosskapelle, Abschnitte der Schlossgartenmauer, der Schlosshof, Wirtschaftsgebäude und der Schlossstadel. Die Gebäude werden heute für kulturelle Veranstaltungen genutzt. Der umgebende Schlosspark wurde 2014 neu gestaltet und ist nun der Öffentlichkeit zugänglich.